# هيرو (حومة لنجة)
هیرو (بالفارسية: هیرو) هي قرية تقع في إيران في مهران. يقدر عدد سكانها بـ 271 نسمة .